# Pandémie de Covid-19 au Portugal
La pandémie de Covid-19 au Portugal démarre officiellement le 2 mars 2020. À la date du 18 septembre 2022, le bilan est de 24 951 morts.

## Historique

### 2020
Les deux premiers cas de contamination sont constatés le 2 mars 2020. L'un des deux cas est un homme de 60 ans de retour d'Italie et l'autre est un homme de 33 ans de retour de Valence en Espagne. Le 16 mars, le Portugal annonce son premier décès. Le 19 mars, il est annoncé 785 contaminations et trois morts. Le 24 mars, 2 049 cas de contamination, 11 à l'étranger et 23 morts sont confirmés. En novembre 2020 la recrudescence des cas de Covid-19 est avérée au Portugal.

### 2021
Jusqu'au 29 janvier 2021, il y a eu au Portugal 698 583 cas confirmés, avec un total de 11 886 décès et 504 886 déjà guéris. Au 30 janvier 2021, 6 627 personnes sont hospitalisées, dont 806 en unité de soins intensifs. Cependant, les experts préviennent qu'à cette date le nombre d'infections sera probablement beaucoup plus élevé que le nombre de cas confirmés, car les tests sont limités à un nombre spécifique de personnes présentant des symptômes et parce que de nombreuses personnes présentant des symptômes légers ou même asymptomatiques ne le font pas.
Le 28 janvier, le Portugal annonce un nouveau record de contaminations au Covid-19, avec 16 432 cas et 303 morts supplémentaires en 24 heures selon le bilan établi par la Direction générale de la santé. Afin de freiner l’épidémie, les autorités décident d’interdire les déplacements non essentiels à l’étranger pour une durée de 15 jours.
En juin 2021 le pays connaît un regain de la pandémie dû au variant delta, et le nombre de nouveaux cas quotidiens dépasse à nouveau la barre des 2.000 cas. Le gouvernement décide de réinstaurer le "couvre-feu nocturne dans les 45 municipalités les plus touchées, dont Lisbonne et Porto".
Fin décembre 2021, le Portugal atteint un nouveau record quotidien de 30 829 cas de coronavirus, la variante Omicron représentant environ 83 % de tous les nouveaux cas.

### 2022
Après un pic de contaminations au début de l'année, à la fin juillet, "la mortalité liée au Covid-19 connaît une tendance décroissante", aussi le gouvernement annonce, fin août, l'arrêt de l'obligation du port du masque dans les transports publics.

## Mesures de protection
Le 12 mars 2020, le Portugal décrète l'état d'alerte. Les écoles sont fermées le 16 mars et le personnel des entreprises est invité à rester chez lui. D'un commun accord entre les deux pays, la frontière avec l'Espagne est fermée à l'exception de neuf points de passage. Le 19 mars à minuit, le Président de la république Marcelo Rebelo de Sousa déclare l'état d'urgence,. Le 25 mars, un plan de mitigation de l'épidémie est mis en place. Ce plan répartit les personnes symptomatiques en quatre catégories : celles qui présentent de légers symptômes demeurent à la maison ; celles dont les symptômes sont légèrement plus sérieux se rendent vers des centres de santé dédiés au Covid-19 ; celles présentant des symptômes importants sont dirigées vers les urgences hospitalières ; et les cas les plus graves sont hospitalisés.
Le gouvernement a adopté un plan d’investissement dans le secteur de la santé, permettant l'ouverture de places supplémentaires en réanimation et d'acquérir de l’équipement de protection médicale. Ces investissements ont été critiqués par les partis de l’opposition de droite, estimant que le Portugal vit au-dessus de ses moyens.
En novembre 2020, les autorités portugaises décrètent l'état d'urgence.
À partir du 15 janvier 2021, le pays est en confinement général pour un mois minimum en raison de l'augmentation des cas. Ce confinement durera finalement deux mois avant la mise en place d'un déconfinement progressif du 15 mars au 3 mai 2021.
Dès le 2 juillet 2021, un couvre-feu est mis en place dans 45 communes, dont Lisbonne et Porto, afin de lutter contre la propagation du variant Delta du Covid-19. En effet, ce variant a provoqué une hausse du nombre de cas au Portugal, mais aussi dans d'autres pays en Europe. Ce couvre-feu s'appliquera de 23 h à 5 h du matin, tous les jours.

### Traitements et vaccins
Une étude réalisée au Portugal sur des patients atteints de rhumatismes recevant de l’hydroxychloroquine, constate en juin 2020 que ces derniers sont moins infectés par le Covid-19.
Le Portugal est considéré comme l'un des « bons élèves de la vaccination » dans l'Union européenne, avec 84 % de sa population adulte vaccinés en aout 2021. La campagne de vaccination est menée par le vice-amiral Henrique Gouveia e Melo, chargé de cette mission depuis le mois de février.
Fin 2021, le Portugal a l'un des taux de vaccination COVID-19 les plus élevés au monde avec environ 87 % de ses habitants entièrement vaccinés.

### Mesures sociales

#### Régularisation temporaire des réfugiés
Le Portugal régularise temporairement, jusqu'au 1er juillet, les étrangers en situation irrégulière afin de leur permettre d’être pris en charge dans les hôpitaux, d'accéder aux services publics et de bénéficier des revenus de remplacement en cas de chômage partiel. Le ministre de l'Intérieur, Eduardo Cabrita, déclare : « En temps de crise, c'est un devoir pour une société solidaire que d'assurer l'accès des migrants à la santé, à la stabilité de l'emploi et au logement ».
Le 6 avril, le Portugal compte 295 morts, contrairement à l'Espagne qui en compte 12 000. Selon les données recueillies par l'université d'Oxford en lien avec les réponses des gouvernements à la pandémie, les mesures rapides prises par le Portugal et l'apparition tardive de la Covid-19 au pays expliquent cet écart,. Helena Freitas et Gonçalo D. Santos, professeurs à l'Université de Coimbra, suggèrent que la régularisation temporaire des immigrés témoigne de l'intention possible du Portugal de réduire les inégalités communément accentuées par les pandémies,.

#### Suspension des loyers
Le 2 avril, le Conseil des ministres approuve un projet de loi exceptionnel et temporaire pour le paiement du loyer,. Entre autres, la loi prévoit la suspension du paiement des loyers des plus vulnérables jusqu'en juin.

## Impact
On constate un effet sur la santé mentale de la population, notamment dans la classe ouvrière.
Alors que les prévisions de Communauté européenne prévoyaient une chute du PIB portugais de 9,8% en 2020, elle se limite finalement à -7,6%, passant à +15,5% dès le premier semestre 2021. L’État portugais reprend le contrôle de la compagnie aérienne TAP à 78% pour lui éviter la faillite.

## Statistiques

Nombre de cas au Portugal depuis le début de l'épidémie.

Nombre de morts au Portugal depuis le début de l'épidémie.